# Carolyn Rayna Buckle
Carolyn Rayna Buckle (29 agosto 2000) è una nuotatrice artistica singaporiana naturalizzata australiana.

## Biografia
Nel 2021 ha partecipato ai Giochi Olimpici del 2020, a Tokyo, qualificandosi in finale e concludendo la gara in nona posizione nella gara a squadre. 

## Palmarès

### Coppa del Mondo
- 3 podi:
  - 2 secondi posti (2 nella gara a squadre)
  - 1 terzo posto (1 nella gara a squadre)